# Forte de Rohtas
O Forte de Rhotas é um forte em Jhelum, Paquistão. Foi construído por Sher Shah Shuri após ter sido derrotado pelo imperador mogol Humayun. Nunca foi conquistado e sobrevive intacto até o dia presente. As fortificações principais consistem nas paredes volumosas que estendem-se por mais de 4 km. Estão guarnecidas com baluartes e porões monumentais. O Forte de Rohtas, Qila Rohtas como também é chamado, é um excepcional exemplo da antiga arquitectura militar muçulmana no centro–sul da Ásia.
Foi declarado Património Mundial da UNESCO em 1997.